# Villeneuvenia elegans
Villeneuvenia elegans là một loài ruồi trong họ Tachinidae.